# Roque Avallay
Roque Alberto Avallay (* 14. Dezember 1945 in San Rafael) ist ein ehemaliger argentinischer Fußballspieler. Größte Erfolge seiner Laufbahn waren der Sieg in der Copa Libertadores 1965 mit CA Independiente sowie die Meisterschaft 1973 mit CA Huracán.

## Karriere
Roque Avallay begann seine Fußballerkarriere in der Jugend von Deportivo Maipú in seiner Heimatprovinz Mendoza. Von dort aus wechselte er Anfang 1965 zum Topklub CA Independiente nach Avellaneda vor die Tore von Buenos Aires. Avallay entwickelte sich sogleich zum Stammspieler in der Mannschaft von Trainer Manuel Giudice. Als Stammkraft erlebte er gleich in seinem ersten Jahr einen großen Erfolg. Nach Halbfinalerfolg über die Boca Juniors stand Independiente zum zweiten Mal in Folge im Endspiel um die Copa Libertadores, den wichtigsten Fußballwettbewerb für Vereinsmannschaften in Südamerika. Dort hieß der Gegner CA Peñarol aus Uruguays Hauptstadt Montevideo. Nachdem das Hinspiel zuhause mit 1:0 gewonnen wurde, gewann Peñarol das Rückspiel mit 3:1 und hätte damit nach heutigen Regeln gewonnen. Damals allerdings zählte die Tordifferenz noch nicht, was ein Entscheidungsspiel notwendig machte. Wie bereits in den ersten beiden Finalspielen wurde Roque Avallay über die komplette Distanz eingesetzt, Independiente gewann am Ende 4:1. Avallay steuerte dabei den Treffer zum zwischenzeitlichen 3:0 in der 33. Minute bei. Wenig später spielte Roque Avallay mit CA Independiente noch um den Weltpokal, unterlag aber deutlich gegen Inter Mailand.
Roque Avallay spielte nur im Jahr 1965 für Independiente Avellaneda und machte in dieser Zeit zwanzig Ligaspiele mit fünf Toren. Danach war er vier Jahre bei den Newell’s Old Boys aktiv. Dort machte er 145 Ligaspiele mit 51 Toren, große Erfolge blieben allerdings aus.
Nach dem Engagement bei den Newell’s Old Boys schloss sich Roque Avallay 1970 CA Huracán an. Er spielte in der Folge bis 1975 für den bonarenser Verein und war Teil der erfolgreichsten Mannschaft der Vereinsgeschichte von Huracán. Unter dem späteren Weltmeistertrainer César Luis Menotti und mit Spielern wie Carlos Babington, René Houseman und Miguel Brindisi belegte der Verein im Torneo Metropolitano der Primera División 1973 den ersten Platz mit einem Vorsprung von vier Punkten vor den Boca Juniors. Das stellte bis dato den größten Erfolg in der Geschichte Huracáns dar und ist bis heute als solcher zu betrachten. Seit 1973 wurde Huracán nicht wieder Meister und erst 2014 das erste Mal Pokalsieger. Aber viel entscheidender für die Entwicklung des argentinischen Fußballs war der Stil Huracáns. Das taktische Konzept Menottis vom "linken Fußball" wurde später Grundlage für den Gewinn der Fußball-Weltmeisterschaft 1978 im eigenen Land. In die Zeit bei Huracán fallen auch die meisten Länderspiele von Roque Avallay. Zwischen 1968 und 1974 wurde er fünfzehn Mal im Nationalteam aufgestellt, es gelang ihm dabei ein Torerfolg.
Nach sechs Jahren bei CA Huracán schloss sich Roque Avallay 1976 für ein Jahr Club Atlético Atlanta an, im Jahr darauf folgte ein ebenso einjähriges Intermezzo bei den Chacarita Juniors. Von 1977 bis 1978 war der Angreifer dann für den Racing Club de Avellaneda aktiv und kehrte nach Ende dieser Phase noch für eineinhalb Spielzeiten zu CA Huracán ins Estadio Tomás Adolfo Ducó zurück. 1980 beendete Roque Avallay seine fußballerische Laufbahn im Alter von 35 Jahren. Mit 184 Toren in 522 Ligaspielen rangiert er noch heute auf dem vierzehnten Platz in der Statistik der besten Torschützen der argentinischen Primera División. Nach seiner aktiven Karriere arbeitete er viele Jahre im Jugendbereich von CA Huracán.

## Erfolge
- Copa Libertadores: 1×

1965 mit CA Independiente
- Argentinische Meisterschaft: 1×

Metropolitano 1973 mit CA Huracán